# Rüdiger-Butte-Schule
Die Rüdiger-Butte-Schule ist eine Berufsbildende Schule des Landkreises Hameln-Pyrmonts, die im Jahr 1845 gegründet wurde. Sie hat die Schwerpunkte Wirtschaft, Verwaltung und Gesundheit. Derzeit (2019) besuchen 1600 Schüler die Handelslehranstalt. Schulleiter ist seit 2024 Jens Buchholz. Bis zum 21. August 2024 trug sie den Namen Handelslehranstalt Hameln, kurz HLA.

## Geschichte
Im Oktober 1845 beschloss das vereinigte Kauf- und Krameramt die Eröffnung einer Handelsschule in Hameln, die (mit einer mehrjährigen Unterbrechung) bis zur Auflösung des Kauf- und Krameramtes 1875 bestand. Im Dezember 1877 wurde die Handelsschule in der Trägerschaft des neu gegründeten „Handelsvereins“ wiedereröffnet.
Zu Ostern 1906 ging die Schule in die Trägerschaft der Stadt Hameln über und bezog ein festes Schulgebäude in der Gröninger Straße 18. Zu Ostern 1911 wurde die Handelsschule, die heutige Berufsfachschule Wirtschaft, als erste Vollzeitschulform eingerichtet. Aus der zunächst Einjährigen wurde 1932 die Zweijährige Handelsschule.
Im Jahr 1916 erfolgte die Einrichtung der Höheren Handelsschule. Zu diesem Zeitpunkt besuchten 108 Schüler die Schule. Es gab 3 Lehrer, einer davon war der Direktor. Im Jahr 1935 bürgerte sich die Bezeichnung „Städtische Handelslehranstalten Hameln“ ein. Die Zahl der Vollzeitschüler stieg bis 1938 etwa auf 180.
Im Jahr 1939 wurde eine Klasse für Bankkaufleute eingerichtet. Im Herbst 1945 wurde der Unterricht unter Schwierigkeiten (fehlende Unterrichtsmaterialien, kein eigenes Schulgebäude) wieder aufgenommen. Am 29. April 1949 bezog die Schule den Neubau am Langen Wall. Die Schülerzahl war wieder auf 180 Vollzeit- und 590 Berufsschüler angewachsen.
Zu Ostern 1953 wurde als neue Vollzeitschulform die Wirtschaftsoberschule eingerichtet, aus der sich später das Berufliche Gymnasium entwickelte.
Zum 1. April 1968 wurde der Landkreis Hameln-Pyrmont neuer Schulträger der Handelslehranstalten. Am 1. August 1972 wurde die Fachoberschule -Wirtschaft- eingerichtet. Im Jahr 1974 wurde die „Handelslehranstalten“ zur „Handelslehranstalt“ umbenannt. Zum 1. August 1978 wurde die Zweijährige Berufsfachschule -Wirtschaftsassistent- (heute mit dem Schwerpunkt Fremdsprachen und Korrespondenz) eingerichtet.
Zum 1. Februar 1987 bezog die Schule ihren heutigen Standort an der Mühlenstraße 16. Unter Einbeziehung des Gebäudes des Fachgymnasiums und des ehemaligen Schulgebäudes der Eugen-Reintjes-Schule war durch umfangreiche Um- und Erweiterungsbauten ein moderner Schulkomplex geschaffen worden, sodass alle übrigen Schulstandorte aufgegeben wurden. Im Mai 1997 erhielt die Schule offiziell die Bezeichnung Europaschule. Zum 1. August 1998 wurde die Berufsfachschule Informatik eingerichtet. Am 21. August 2024 wurde die Handelslehranstalt umbenannt, im Gedenken und zu Ehren von Rüdiger Butte.

## Bildungsgänge
Die Schule bietet folgende Bildungsgänge an:
- einjährige Berufsfachschule Wirtschaft
  - Schwerpunkt Einzelhandel
  - Schwerpunkt Bürodienstleistungen
  - Schwerpunkt Informatik

- zweijährige Berufsfachschule Wirtschaft
  - Schwerpunkt Einzelhandel
- Berufsschule
- Fachoberschule Wirtschaft
- Berufliches Gymnasium Wirtschaft

## Ziele
Die Rüdiger-Butte-Schule sieht sich als innovative berufsbildende Schule, die Interessierten in den Berufsfeldern Wirtschaft und Verwaltung sowie Gesundheit die Möglichkeit der Aus- und Weiterbildung in der Region gibt.

## Schülerunternehmen
Die scHooLtrAvel der Rüdiger-Butte-Schule ist ein Unternehmen, das Klassenfahrten und Tagesfahrten plant. Sie hat vier Abteilungen:
- Kundenbetreuung
- Marketing
- Reiseorganisation
- Verwaltung

## Zertifikate und Auszeichnungen
Die Rüdiger-Butte-Schule ist als „Humanitäre Schule“ zertifiziert seit 2008/2009.
Für das besondere Engagement zur nachhaltigen Verbesserung der Schulwelt wurde die Auszeichnung „Umweltschule in Europa – Internationale Agenda 21 – Schule“ an die Handelslehranstalt Hameln verliehen.
Die Rüdiger-Butte-Schule ist am 26. Juni 2018 vom Bitkom e. V. als Smart School 2018 ausgezeichnet worden.

## Förderverein
Der Förderverein Handelslehranstalt Hameln e.V. unterstützt seit 1956 die Arbeit der Schule bei Veranstaltungen, sammelt Spenden und Beiträge der Eltern, ehemaliger Schüler, der Lehrer sowie zahlreicher Ausbildungsbetriebe.
Ziele des Fördervereins sind die bestmögliche Unterstützung der Arbeit der Handelslehranstalt, Mithilfe bei Projekten, Anschaffungen und Aktivitäten, die allen Lernwilligen zugutekommen.

## Kooperationspartner
Die Rüdiger-Butte-Schule Hameln hat folgende Kooperationspartner:
- Private Fachhochschule Göttingen
- Hochschule Weserbergland
- Hochschule Ostwestfalen-Lippe
- Elisabeth-Selbert-Schule Hameln
- Eugen-Reintjes-Schule Hameln
- IHK Hannover Geschäftsstelle Hameln
- Bundesagentur für Arbeit